# Masters de Madrid 2018
El Mutua Madrid Open 2018 fue un torneo de tenis ATP World Tour Masters 1000 en su rama masculina y WTA Premier Mandatory en la femenina. Se disputó en la Caja Mágica de Madrid (España), siendo junto el Masters de Roma las grandes citas en canchas de tierra batida previas al segundo Grand Slam del año, el Torneo de Roland Garros

## Puntos y premios en efectivo

### Distribución de puntos
| Evento                  | G    | F   | SF  | CF  | R16 | R32 | R64 | C  | C2 | C1 |
| Individuales masculinos | 1000 | 600 | 360 | 180 | 90  | 45  | 10  | 25 | 16 | 0  |
| Dobles masculinos       | 1000 | 600 | 360 | 180 | 90  | 0   | —   | —  | —  | —  |
| Individuales femeninos  | 1000 | 650 | 390 | 215 | 120 | 65  | 10  | 30 | 20 | 2  |
| Dobles femeninos        | 1000 | 650 | 390 | 215 | 120 | 10  | —   | —  | —  | —  |

### Premios en efectivo
| Evento                  | G           | F         | SF        | CF        | R16      | R32      | R64      | C2     | C1     |
| Individuales masculinos | 1 190 490 € | 583 725 € | 293 780 € | 149 390 € | 77 575 € | 40 900 € | 22 080 € | 5090 € | 2595 € |
| Individuales femeninos  | 1 190 490 € | 583 725 € | 293 780 € | 149 390 € | 77 575 € | 36 775 € | 17 275 € | 4775 € | 2325 € |
| Dobles masculinos       | 368 670 €   | 180 490 € | 90 540 €  | 46 470 €  | 24 020 € | 12 670 € | —        | —      | —      |
| Dobles femeninos        | 368 670 €   | 180 490 € | 90 540 €  | 46 470 €  | 23 500 € | 12 100 € | —        | —      | —      |

## Cabezas de serie

### Individuales masculino
| N.º | Rank. | Tenista               | Puntos | Puntos por defender | Puntos ganados | Nuevos puntos | Ronda hasta la que avanzó en el torneo             |
| 1   | 1     | Rafael Nadal          | 8770   | 1000                | 180            | 7950          | Cuartos de final, perdió ante Dominic Thiem [5]    |
| 2   | 3     | Alexander Zverev      | 5195   | 180                 | 1000           | 6015          | Campeón, venció a Dominic Thiem [5]                |
| 3   | 4     | Grigor Dimitrov       | 4950   | 90                  | 10             | 4870          | Segunda ronda, perdió ante Milos Raonic            |
| 4   | 6     | Juan Martín del Potro | 4470   | (20)                | 90             | 4540          | Tercera ronda, perdió ante Dušan Lajović [Q]       |
| 5   | 7     | Dominic Thiem         | 3545   | 600                 | 600            | 3545          | Final, perdió ante Alexander Zverev [2]            |
| 6   | 8     | Kevin Anderson        | 3345   | (45)                | 360            | 3660          | Semifinales, perdió ante Dominic Thiem [5]         |
| 7   | 9     | John Isner            | 3125   | 0                   | 180            | 3305          | Cuartos de final, perdió ante Alexander Zverev [2] |
| 8   | 10    | David Goffin          | 3020   | 180                 | 90             | 2930          | Tercera ronda, perdió ante Kyle Edmund             |
| 9   | 11    | Pablo Carreño         | 2280   | 10                  | 10             | 2280          | Primera ronda, perdió ante Borna Ćorić             |
| 10  | 12    | Novak Djokovic        | 2220   | 360                 | 45             | 1905          | Segunda ronda, perdió ante Kyle Edmund             |
| 11  | 14    | Roberto Bautista      | 2175   | 10                  | 45             | 2210          | Segunda ronda, perdió ante Philipp Kohlschreiber   |
| 12  | 15    | Jack Sock             | 2155   | 10                  | 10             | 2155          | Primera ronda, perdió ante Pablo Cuevas            |
| 13  | 16    | Diego Schwartzman     | 2085   | 45                  | 90             | 2130          | Tercera ronda, perdió ante Rafael Nadal [1]        |
| 14  | 17    | Tomáš Berdych         | 2060   | 90                  | 10             | 1980          | Primera ronda, perdió ante Richard Gasquet         |
| 15  | 18    | Lucas Pouille         | 1995   | 10                  | 10             | 1995          | Primera ronda, perdió ante Benoît Paire            |
| 16  | 19    | Fabio Fognini         | 1840   | 45                  | 10             | 1805          | Primera ronda, perdió ante Leonardo Mayer          |

- Ranking del 30 de abril de 2018.[3]
- Como los 8 primeros cabezas de serie tenían una exención (bye en inglés) que les permitió comenzar el torneo en segunda ronda, en aplicación de las normas ATP quienes pierdan su primer partido sumarán los puntos correspondientes a los que jugaron y perdieron en primera ronda.[4]

#### Bajas masculinas
| Rank. | Tenista       | Puntos antes | Puntos por defender | Puntos ganados | Puntos después | Motivo   |
| ----- | ------------- | ------------ | ------------------- | -------------- | -------------- | -------- |
| 2     | Roger Federer | 8670         | 0                   | 0              | 8670           | Descanso |
| 5     | Marin Čilić   | 4780         | 10                  | 0              | 4770           |          |
| 13    | Sam Querrey   | 2220         | 0                   | 0              | 2220           |          |

### Dobles masculino
| Tenistas                             | Ranking | Preclasificado |
| Łukasz Kubot Marcelo Melo            | 3       | 1              |
| Bob Bryan Mike Bryan                 | 10      | 2              |
| Henri Kontinen John Peers            | 15      | 3              |
| Pierre-Hugues Herbert Nicolas Mahut  | 26      | 4              |
| Jamie Murray Bruno Soares            | 27      | 5              |
| Juan Sebastián Cabal Robert Farah    | 36      | 6              |
| Ivan Dodig Rajeev Ram                | 37      | 7              |
| Rohan Bopanna Édouard Roger-Vasselin | 44      | 8              |

### Individuales femenino
| N.º | Rank. | Tenista              | Puntos | Puntos por defender | Puntos ganados | Nuevos puntos | Ronda hasta la que avanzó en el torneo              |
| 1   | 1     | Simona Halep         | 8055   | 1000                | 215            | 7270          | Cuartos de final, perdió ante Karolína Plíšková [6] |
| 2   | 2     | Caroline Wozniacki   | 6790   | 65                  | 120            | 6845          | Tercera ronda, perdió ante Kiki Bertens             |
| 3   | 3     | Garbiñe Muguruza     | 6065   | 10                  | 120            | 6175          | Tercera ronda, perdió ante Daria Kasátkina [14]     |
| 4   | 4     | Elina Svitolina      | 5450   | 10                  | 65             | 5505          | Segunda ronda, perdió ante Carla Suárez             |
| 5   | 5     | Jeļena Ostapenko     | 5273   | (1)                 | 10             | 5282          | Primera ronda, perdió ante Irina-Camelia Begu       |
| 6   | 6     | Karolína Plíšková    | 5100   | 65                  | 390            | 5425          | Semifinales, perdió ante Petra Kvitová [10]         |
| 7   | 7     | Caroline Garcia      | 4700   | 10                  | 390            | 5080          | Semifinales, perdió ante Kiki Bertens               |
| 8   | 8     | Venus Williams       | 4276   | 0                   | 10             | 4286          | Primera ronda, perdió ante Anett Kontaveit          |
| 9   | 9     | Sloane Stephens      | 3939   | 0                   | 120            | 4059          | Tercera ronda, perdió ante Karolína Plíšková [6]    |
| 10  | 10    | Petra Kvitová        | 3550   | 0                   | 1000           | 4550          | Campeona, venció a Kiki Bertens                     |
| 11  | 12    | Julia Görges         | 2980   | 10                  | 120            | 3090          | Tercera ronda, perdió ante Caroline Garcia [7]      |
| 12  | 13    | Coco Vandeweghe      | 2738   | 215                 | 10             | 2533          | Primera ronda, perdió ante Kristina Mladenovic      |
| 13  | 14    | Madison Keys         | 2722   | 10                  | 10             | 2722          | Primera ronda, perdió ante Sara Sorribes [WC]       |
| 14  | 15    | Daria Kasatkina      | 2570   | 10                  | 215            | 2775          | Cuartos de final, perdió ante Petra Kvitová [10]    |
| 15  | 17    | Anastasija Sevastova | 2505   | 390                 | 65             | 2180          | Segunda ronda, perdió ante Kiki Bertens             |
| 16  | 19    | Magdaléna Rybáriková | 2295   | (80)                | 10             | 2225          | Primera ronda, perdió ante Johanna Konta            |

- Ranking del 30 de abril de 2018.[5]

### Dobles femenino
| Tenistas                              | Ranking | Preclasificada |
| Yekaterina Makarova Yelena Vesnina    | 4       | 1              |
| Andrea Hlaváčková Barbora Strýcová    | 17      | 2              |
| Tímea Babos Kristina Mladenovic       | 19      | 3              |
| Gabriela Dabrowski Yifan Xu           | 26      | 4              |
| Yung-Jan Chan Bethanie Mattek-Sands   | 32      | 5              |
| Barbora Krejčiková Kateřina Siniaková | 34      | 6              |
| Andreja Klepač María José Martínez    | 36      | 7              |
| Hao-Ching Chan Zhaoxuan Yang          | 39      | 8              |

## Campeones

### Individual masculino
Alexander Zverev venció a  Dominic Thiem por 6-4, 6-4

### Individual femenino
Petra Kvitová venció a  Kiki Bertens por 7-6(8-6), 4-6, 6-3

### Dobles masculino
Nikola Mektić /  Alexander Peya vencieron a  Bob Bryan /  Mike Bryan por 5-3, ret.

### Dobles femenino
Yekaterina Makarova /  Yelena Vesnina vencieron a  Tímea Babos /  Kristina Mladenovic por 2-6, 6-4, [10-8]

## Cobertura Mediática
- Brasil: SporTV
- España (País de origen): Televisión Española (Teledeporte y La 1)
- Estados Unidos: Tennis Channel y ESPN
- Latinoamérica: ESPN y Sony